# Inge Bergmann
Inge Bergmann (* 30. Juni 1927 in Hannover; † 17. Juli 2016 ebenda) war eine deutsche Unternehmerin.

## Leben
Inge Bergmann war die Tochter des Kaufmanns Eduard Bergmann.

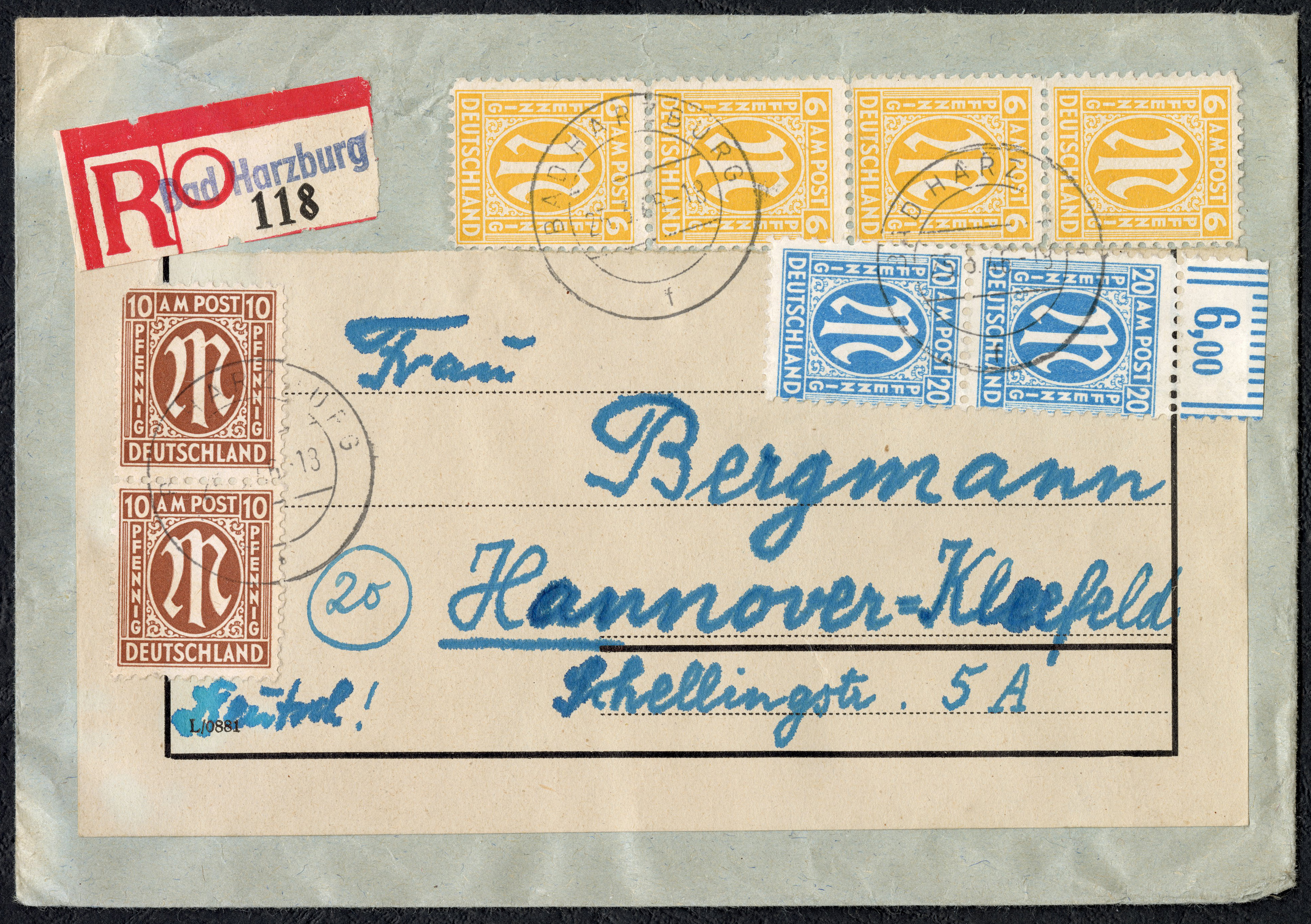
Briefkuvert vom Sägewerk Ohnesorg in Eckertal mit Briefmarken der Bizone von März 1946 an "Frau Bergmann" in der Schellingstraße 5a in Hannover-Kleefeld

Nach der Zerstörung der Firmengebäude während der Luftangriffe auf Hannover im Zweiten Weltkrieg erwarb Bergmanns Vater ein Grundstück in der hannoverschen Nordstadt zwischen der Oberstraße und dem Engelbosteler Damm, wo Inge Bergmann ab 1946 und noch zur Zeit der Britischen Besatzungszone eine kaufmännische Lehre bei ihrem Vater durchlief. Ebenso wie die anderen Mitarbeiter ließ ihr Vater auch sie noch – wie eine Trümmerfrau – Steine schleppen für den Neuaufbau: „Doch bei mir war er fast strenger als bei meinen anderen jungen Kollegen“, sagte sie später einmal in einem Interview mit der Hannoverschen Allgemeinen Zeitung.

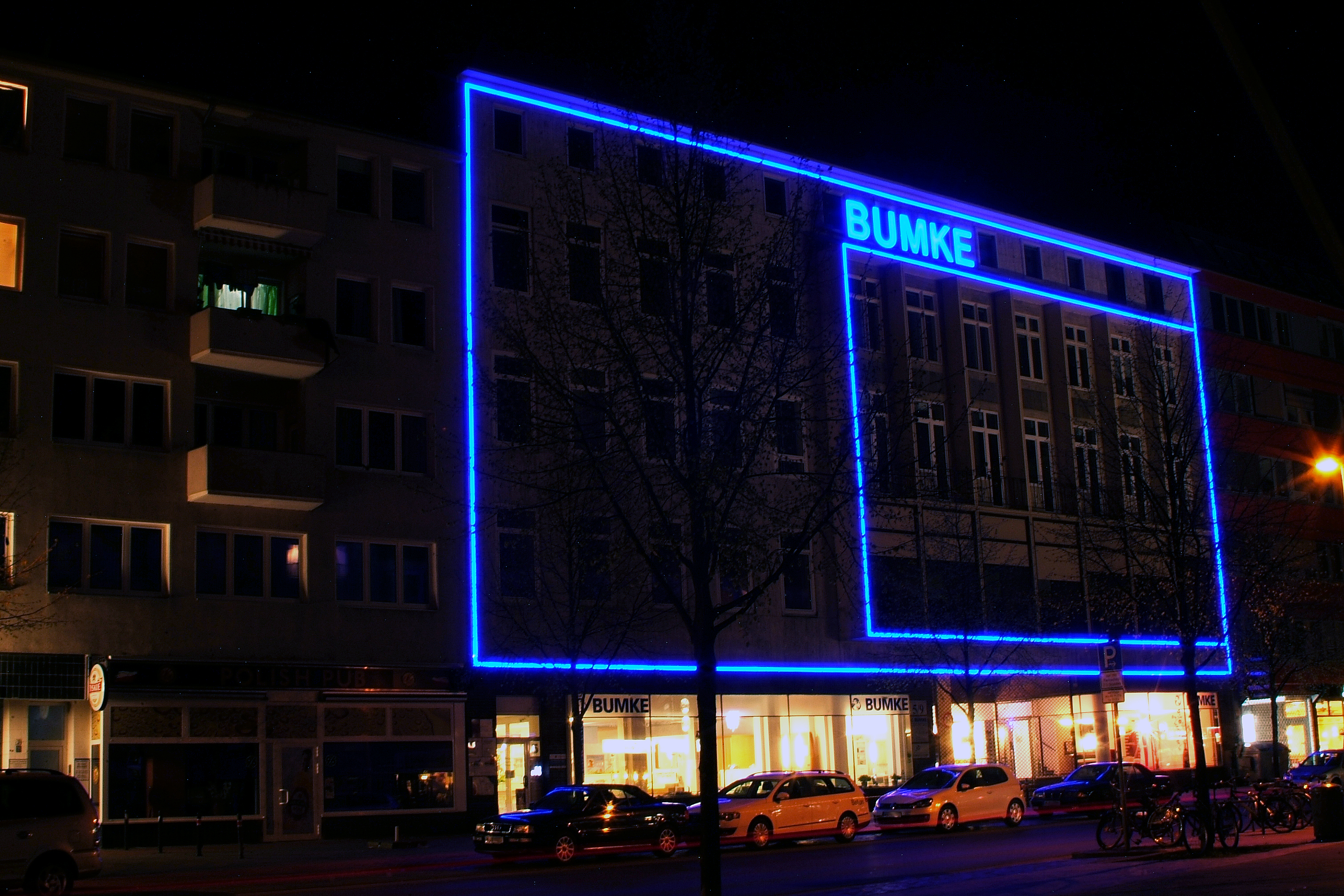
Hauptgebäude des Unternehmens Hermann Albert Bumke am Engelbosteler Damm in der Nordstadt von Hannover bei Nacht

Nach der Eröffnung des Geschäftsgebäudes 1955 wuchs Inge Bergmann rasch in die Leitungsposition des Unternehmens hinein, „[...] für Frauen in den Fünfziger Jahren höchst ungewöhnlich“, wie sie selbst betonte. Rund 50 Jahre leitete sie das Unternehmen, seit dem Tod ihres Vaters Eduard 1973 war sie allein verantwortlich.
Später wurde Bergmann als erste Frau in die Vollversammlung der Industrie- und Handelskammer Hannover gewählt. Für ihre Jahrzehnte andauernde ehrenamtliche Tätigkeit in verschiedenen Gremien und Verbänden der Wirtschaft wurde sie 1991 mit dem Verdienstorden der Bundesrepublik Deutschland ausgezeichnet.
Nachdem sich Inge Bergmann nach Jahrzehnten aus der aktiven Unternehmensführung zurückgezogen hatte, äußerte sie vielfach ihre Besorgnis über die gesellschaftlichen und politischen Veränderungen in Deutschland und meinte damit „Oberflächlichkeit, Korruption, falsche Idole, Verrohung der Sprache [und] die übermäßige Einflussnahme der Medien“.

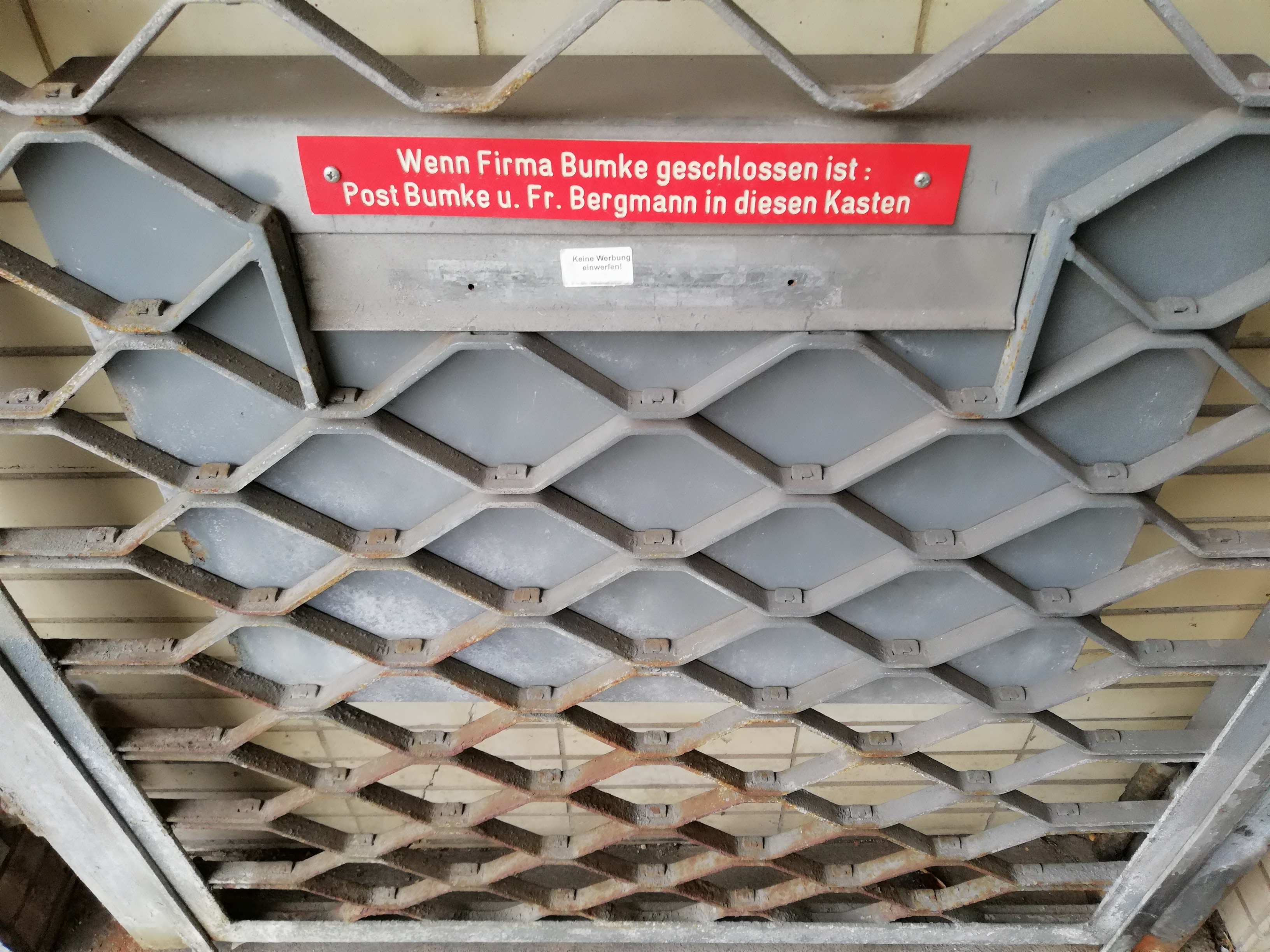
Briefkasten für Inge Bergmann und Firma Bumke, Engelbosteler Damm 5

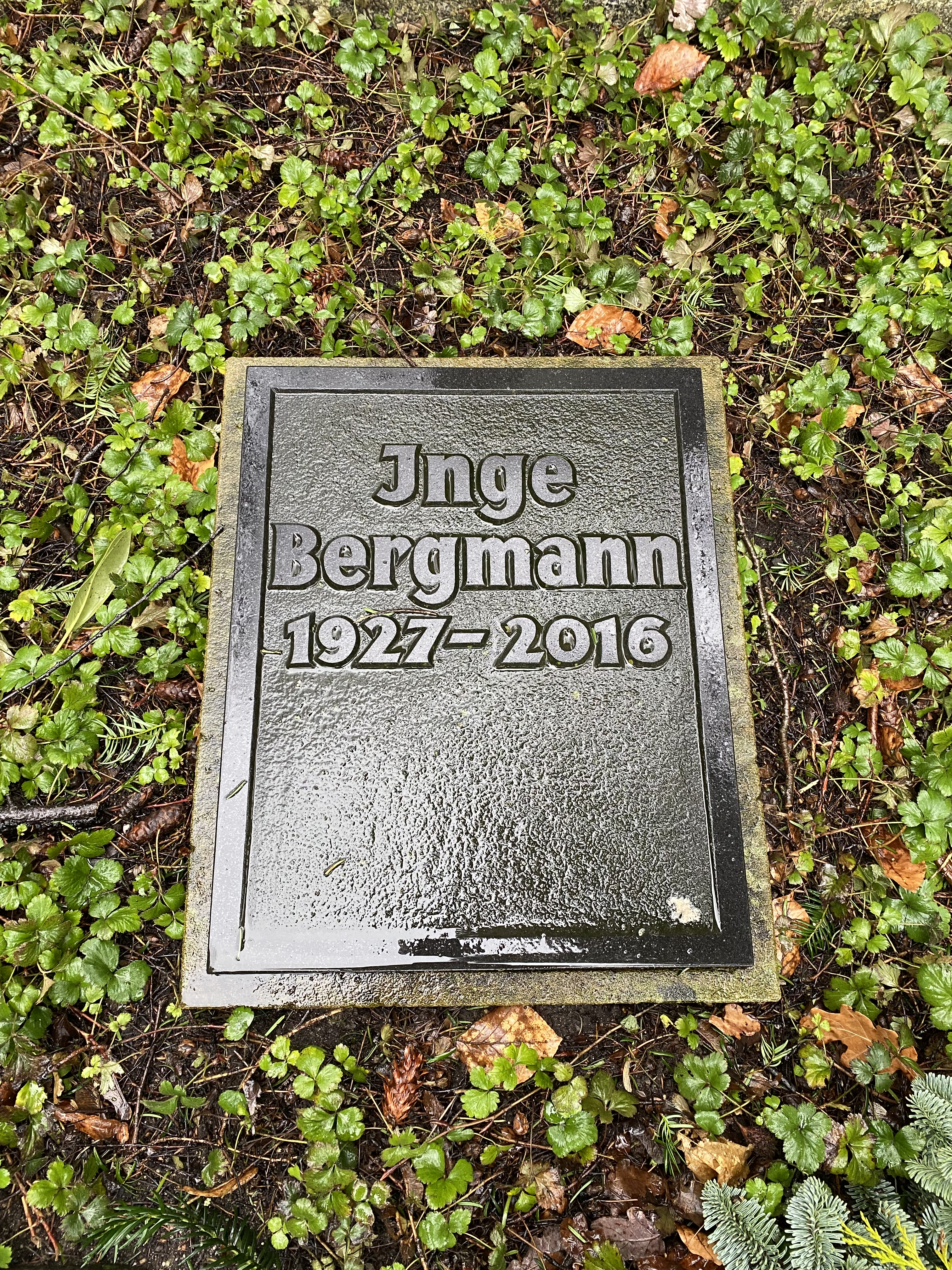
Grabstein Bergmanns auf dem Ohlsdorfer Friedhof in Hamburg

Bis zuletzt wohnte Inge Bergmann im vierten Stock des nach dem Zweiten Weltkrieg errichteten Geschäftsgebäudes am Engelbosteler Damm in Hannovers Nordstadt.
Am 28. Juli 2016 wurde sie auf dem Ohlsdorfer Friedhof in Hamburg beigesetzt.
Ihr Vermögen hinterließ Inge Bergmann verschiedenen karitativen und Tierschutz-Organisationen.